# Olimpica (natante)
La Olimpica  (nome internazionale O-Jolle) è un natante a vela da regata, ex classe olimpica e facente parte del programma dei Vintage Yachting Games.

## Storia
Una barca a vela progettata per la prima volta da Hellmut Wilhelm E. Stauch nel 1936.

## Giochi olimpici
La classe Olimpica è stata classe olimpica in una sola edizione dei Giochi olimpici.
- Berlino 1936